# 高氯酸四氨合金
高氯酸四氨合金是一种无机化合物，化学式为[Au(NH3)4](ClO4)3。无色晶体，遇光变暗分解。

## 制备
硝酸四氨合金溶于浓HClO4的水溶液，减压结晶制得：
[Au(NH3)4](NO3)3 + 3 HClO4 → [Au(NH3)4](ClO4)3 + 3 HNO3